# 生理药代动力学建模
基于生理学的药代动力学 (PBPK) 建模是一种数学建模技术，用于预测合成或天然化学物质在人类和其他动物物种中的吸收 (Absorption)、分布 (Distribution)、代谢 (Metabolism) 和排泄 (Excretion) (总称ADME)。 PBPK建模用于药物研究和药物开发和化妆品或一般化学品的健康风险评估。
PBPK模型通过数学，基于解剖、生理、物理和化学角度的描述，转化复杂的ADME过程中所涉及的现象来努力实现机械化。这些模型中仍然存在很大程度的剩余简化和经验主义，但与经典的基于经验函数的药代动力学模型相比具有更广泛的适用范围。 PBPK模型可能具有纯粹的预测用途，但其他如统计推断的作用已经随着能够处理复杂模型的贝叶斯统计工具的开发而成为可能。 
PBPK 模型试图先验 (a priori) 地依赖于身体的解剖学和生理学结构，并在一定程度上依赖于生物化学。它们通常是多房室模型，房室对应于预定义的器官或组织，相互连接对应于血液或淋巴流（很少见于扩散）。可以写出每个房室中物质浓度或数量的微分方程组，其参数代表血流量、肺通气率、器官体积等，这些参数的相关信息可在之前的研究中找到。这些参数对身体的描述事实上被简化了，要求建模师在复杂性和简单性之间平衡。除了允许招募关于参数值的先验信息的优势外，这些模型还有助于从一种给药模式到另一种给药模式（例如吸入到口服）的种间转换或外推。右图中给出了一个7房室PBPK模型的示例，适用于描述哺乳动物体内许多溶剂的归宿。

## 构建PBPK模型
模型方程遵循质量传递、流体动力学和生物化学原理来模拟物质体内命运。 房室通常通过由具有相似血液灌注率和脂质含量的器官或组织分组来定义（即化学物质浓度与时间曲线相似的器官）。入口（肺、皮肤、肠道等）、出口（肾脏、肝脏等）和治疗效果或毒性的靶器官通常分开。如果研究的物质没有分布到骨骼则可以将其排除在模型之外。房室之间的连接遵循生理学（例如，肠道出口的血流进入肝脏等。 )

### 基本输运方程
药物分布到组织中的速率可能受到灌注或渗透性的限制。  当组织膜不存在扩散障碍时，灌注速率限制了动力学适用。药物通常主要通过血液运输，那么血流就是分布在身体各种细胞中的限制因素。这通常适用于各种亲脂性的小分子药物。在灌注限制下，房室中药物量的瞬时进入速率简单地等于通过器官的血液体积流速乘以进入的血液浓度。在这种情况下；对于一般房室i ，物质数量Qi的微分方程定义了该数量的变化率，它是：
{\displaystyle {dQ_{i} \over dt}=F_{i}(C_{art}-{{Q_{i}} \over {P_{i}V_{i}}})}
其中，Fi是血流量（图中标为Q）， Cart为流入的动脉血浓度， Pi是组织对血液的分配系数， Vi是房室i的容积。
因此下表可以给出上面的7房室模型的一组完整的微分方程：
| 组织                        | 微分方程 |
| --------------------------- | --- |
| 内脏                        | {\displaystyle {dQ_{g} \over dt}=F_{g}(C_{art}-{{Q_{g}} \over {P_{g}V_{g}}})}                                                                                                 |
| 肾                          | {\displaystyle {dQ_{k} \over dt}=F_{k}(C_{art}-{{Q_{k}} \over {P_{k}V_{k}}})}                                                                                                 |
| 灌注不良组织（肌肉 & 皮肤） | {\displaystyle {dQ_{p} \over dt}=F_{p}(C_{art}-{{Q_{p}} \over {P_{p}V_{p}}})}                                                                                                 |
| 脑                          | {\displaystyle {dQ_{b} \over dt}=F_{b}(C_{art}-{{Q_{b}} \over {P_{b}V_{b}}})}                                                                                                 |
| 心肺                        | {\displaystyle {dQ_{h} \over dt}=F_{h}(C_{art}-{{Q_{h}} \over {P_{h}V_{h}}})}                                                                                                 |
| 胰腺                        | {\displaystyle {dQ_{pn} \over dt}=F_{pn}(C_{art}-{{Q_{pn}} \over {P_{pn}V_{pn}}})}                                                                                            |
| 肝脏                        | {\displaystyle {dQ_{l} \over dt}=F_{a}C_{art}+F_{g}({{Q_{g}} \over {P_{g}V_{g}}})+F_{pn}({{Q_{pn}} \over {P_{pn}V_{pn}}})-(F_{a}+F_{g}+F_{pn})({{Q_{l}} \over {P_{l}V_{l}}})} |

上述等式仅包括转运项，不考虑输入或输出。其可以用特定项建模，如下所示。

### 建模输入
建模输入对于对药物的药代动力学进行描述很有必要。下面例子展示了如何写出相应的方程式。

#### 摄入
在处理口服推注剂量（如口服片剂）时，假设其为一级吸收非常普遍。这种情况下，肠道方程会增加一个输入项：吸收率常数Ka ：
{\displaystyle {dQ_{g} \over dt}=F_{g}(C_{art}-{{Q_{g}} \over {P_{g}V_{g}}})+K_{a}Q_{ing}}
这要为肠腔中摄入和存在的量定义一个方程：
{\displaystyle {dQ_{ing} \over dt}=-K_{a}Q_{ing}}
在没有肠道房室的情况下，可以直接在肝脏中输入。然而这可能无法正确描述肠道中的局部代谢。近似连续吸收的情况（例如通过饮水）可以通过零级动力学来对吸收建模（此处Ring以质量单位随时间变化）：
{\displaystyle {dQ_{g} \over dt}=F_{g}(C_{art}-{{Q_{g}} \over {P_{g}V_{g}}})+R_{ing}}
可以使用更复杂的肠道吸收模型。在这些模型中，额外房室描述了肠腔和组织的各部分。可以考虑肠道的pH值、转运时间和活性转运蛋白的存在。 

#### 皮肤储存
沉积在皮肤上的化学物质的吸收也可以使用一级动力学项建模。在这种情况下将皮肤与其他组织分开，以进一步区分暴露皮肤和未暴露皮肤，并将皮肤（真皮和表皮）与角质层（实际暴露的皮肤上层）区分开。

未暴露的角质层通过扩散简单地与下面的有活力的皮肤交换：
{\displaystyle {dQ_{{sc}_{u}} \over dt}=K_{p}\times S_{s}\times (1-f_{S_{e}})\times ({Q_{s_{u}} \over {P_{sc}V_{{sc}_{u}}}}-C_{{sc}_{u}})}
在这里，{\displaystyle K_{p}}是分配系数， {\displaystyle S_{s}}是皮肤总表面积， {\displaystyle f_{S_{e}}}皮肤表面积暴露的比例，

对于未暴露的可及皮肤：
{\displaystyle {dQ_{s_{u}} \over dt}=F_{s}(1-f_{S_{e}})(C_{art}-{{Q_{s_{u}}} \over {P_{s}V_{s_{u}}}})-{dQ_{{sc}_{u}} \over dt}}
针对皮肤角质层外露：
{\displaystyle {dQ_{{sc}_{e}} \over dt}=K_{p}\times S_{s}\times f_{S_{e}}\times ({Q_{s_{e}} \over {P_{sc}V_{{sc}_{e}}}}-C_{{sc}_{e}})}
对于暴露的活皮肤：
{\displaystyle {dQ_{s_{e}} \over dt}=F_{s}f_{S_{e}}(C_{art}-{{Q_{s_{e}}} \over {P_{s}V_{s_{e}}}})-{dQ_{{sc}_{e}} \over dt}}
dt(QSkin_u) 和 dt(QSkin_e) 由动脉血供血并返回静脉血。

#### 静脉注射
静脉注射是临床常用的给药途径。

#### 吸入
吸气通过肺发生，几乎与呼气分离。

### 代谢建模
可以通过多种方式对新陈代谢进行建模。对于某些模型，线性排泄率是首选。这可以用一个简单的微分方程来完成。否则，如下的米氏动力学方程通常适用于更准确的结果。
{\displaystyle v={\frac {d[P]}{dt}}={\frac {V_{\max }{[S]}}{K_{m}+[S]}}} .

## PBPK建模的用途

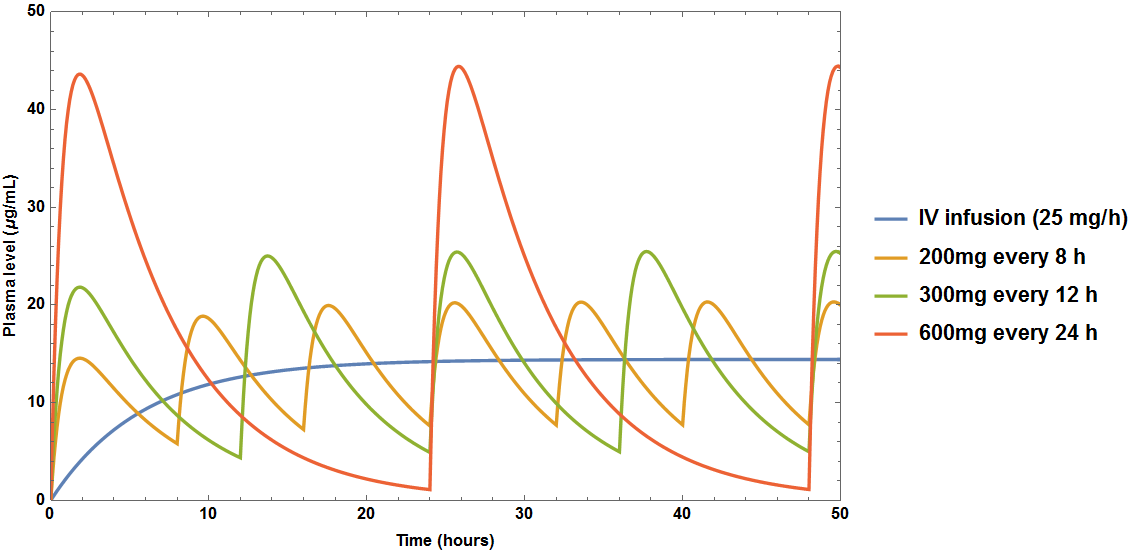
静脉输注和多次口服剂量后模拟药物血浆浓度随时间变化的曲线。该药物消除半衰期为4小时，表观分布容积为10升。

药物进入肿瘤的药代动力学模型。 (A) 肿瘤血管的示意图说明平滑肌细胞的损失、细胞外基质 (ECM) 的局部降解和内皮细胞的通透性增加。 (B) 考虑到高渗透长滞留效应 (EPR效应) 的药代动力学模型说明。速率常数kp和kd描述了与外围体积的交换。速率常数kepr和k_{b}分别描述从循环到肿瘤的外渗和内渗回到循环。速率常数k_{el}表示肾脏、MPS和任何其他非肿瘤消除过程的清除，因此当k_{b} = 0 时，k_{10} = kepr + k_{el}，其中k_{el}是消除速率常数。 (C) 具有中央和外围隔间的标准两隔间模型。 c1和c2分别代表血液（中央室）和正常组织（外周室）中的药物浓度。一级速率常数k_{10}描述了所有消除途径，包括肾脏清除、MPS摄取和肿瘤积累。一级速率常数k_{12}和k_{21}描述了两个隔间之间的交换。请注意k_{p} = k_{12}，k_{d} = k_{21}。 (D) 根据药物量定义的二房室模型，其中N_{bl}是血液中的药物量 (单位：mg)，N_{p}是外周组织中的药物量 (单位：mg)。 (E) 添加了肿瘤“房室”的三房室模型，其中N_{t}是肿瘤中的药物量。与肿瘤的交换分别由速率常数k_{epr}和k_{b}描述。速率常数k_{el}描述了消除途径，包括肾脏清除和MPS摄取，但不包括肿瘤积累。

PBPK模型和许多其他药代动模型一样是房室模型，但它们比所谓的“经典”药代动模型有一些优势，后者在缺少足够的生理学基础。 PBPK模型首先可用于提取并最终协调不同的数据（来自物理化学或生物化学实验、体外或体内药理学或毒理学实验等)。 它们还可以获取体内化学物质或其代谢物的浓度，特别是在其作用部位，无论是治疗作用还是毒性作用。最后，它们还有助于知识的内插和外推：
- 剂量：例如：从实验室实验中通常使用的高浓度到环境中发现的浓度。
- 曝光持续时间：例如：从连续到不连续，或单次暴露到多次暴露。
- 给药途径：例如：从吸入暴露到摄入。
- 物种：例如：从啮齿动物到人类的转移。在第一次给临床试验的受试者服用药物之前，或者当对人类的实验被认为是不道德的时，例如当化合物有毒而没有治疗益处时。
- 个体：例如：从男性到女性、从成人到儿童、从非孕妇到孕妇。
- 体内外转换。 [7]

其中一些外推是“参数化”的：只需更改输入或参数值即可实现外推（剂量和时间外推通常就是这种情况）。其他人是“非参数”的，因为需要改变模型结构本身（例如：当外推到怀孕的女性时，应该添加胎儿方程）。
由于PBPK模型的机制基础，PBPK建模的另一个潜在用途是假设检验。例如，如果药物化合物表现出低于预期的口服生物利用度，则可以评估各种模型结构（即假设）和参数值以确定哪些模型和/或参数最适用于观察到的数据。如果肠道代谢是低生物利用度的原因的假设产生了最佳拟合，那么PBPK建模结果支持该假设而不是其他评估的假设。
因此，除其他外 (inter alia)，PBPK建模可用于评估载体介导的转运、清除饱和度、母体化合物的肠肝再循环、肝外/肠外消除的参与，体内溶解度高于体外预测值，药物引起的胃排空延迟，肠道损失和肠道吸收的区域差异。 

## PBPK 建模的限制和扩展
PBPK的一个限制是可能有大量参数，其中一些可能是相关的。这可能会导致参数可识别性和冗余性的问题。然而，可以通常明确地模拟参数之间的相关性（例如，年龄、体重、器官体积和血流量之间的非线性混合效应模型）。
在为每个PBPK模型参数分配数值后，通常使用专用或通用计算机软件对一组如上所述的常微分方程进行数值积分，以计算每个房室在指定时间值的数值（参见软件章节）。
PBPK模型一方面可以依赖药物对化学性质来预测（定量构效关系模型或预测化学模型）。例如，QSAR模型可用于估计亲脂亲水分配系数 (logP)。其还可以扩展到代谢途径的系统生物学模型。它们也与生理组学模型平行，但并不专注于详细模拟循环之外的生理功能。以上四类模型在进行整合分析时可以相互促进。 

## 论坛
- Ecotoxmodels （页面存档备份，存于）是一个关于生态毒理学数学模型的网站。

## 软件
专用软件：
- BioDMET
- GastroPlus
- Maxsim2 （页面存档备份，存于）
- PK-Sim （页面存档备份，存于）
- PKQuest （页面存档备份，存于）
- PSE：gCOAS[]
- Simcyp Simulator
- ADME Workbench

通用软件：
- ADAPT 5 （页面存档备份，存于）
- Berkeley Madonna
- COPASI：生化系统模拟器 （页面存档备份，存于）
- Ecolego
- 免费模拟软件 （页面存档备份，存于）： GNU MCSIM
- GNU Octave （页面存档备份，存于）
- Matlab （页面存档备份，存于） PottersWheel
- ModelMaker （页面存档备份，存于）
- PhysioLab
- R包：deSolve （页面存档备份，存于）
- SAAM II （页面存档备份，存于）
- Phoenix WinNonlin/NLME/IVIVC/Trial Simulator

1. ↑  Gelman, A.; Bois, F.Y.; Jiang, J. . Journal of the American Statistical Association. 1996, 91 (436): 1400–1412. CiteSeerX 10.1.1.44.2288 . doi:10.1080/01621459.1996.10476708.
2. ↑  Campbell JL J, Clewell RA, Gentry PR, Andersen ME, Clewell HJ 3rd. . Computational Toxicology, Methods in Molecular Biology Series. Methods in Molecular Biology 929. 2012: 439–499. ISBN 978-1-62703-049-6. PMID 23007440. doi:10.1007/978-1-62703-050-2_18. 温哥华格式错误 (帮助)
3. ↑  Jeong, Yoo-Seong; Yim, Chang-Soon; Ryu, Heon-Min; Noh, Chi-Kyoung; Song, Yoo-Kyung; Chung, Suk-Jae. . European Journal of Pharmaceutics and Biopharmaceutics. 2017, 115: 1–17. PMID 28215648. S2CID 3455193. doi:10.1016/j.ejpb.2017.01.026.
4. ↑  Espié, Pascal; Tytgat, Dominique; Sargentini-Maier, Maria-Laura; Poggesi, Italo; Watelet, Jean-Baptiste. . Drug Metabolism Reviews. 2009, 41 (3): 391–407. ISSN 1097-9883. PMID 19601719. S2CID 20219523. doi:10.1080/10837450902891360.
5. ↑  Darwich, AS; Pade D; Ammori BJ; Jamei M; Ashcroft DM; Rostami-Hodjegan A. . Journal of Pharmacy and Pharmacology. 2012, 64 (7): 1008–1024. PMID 22686346. S2CID 46066754. doi:10.1111/j.2042-7158.2012.01538.x.
6. ↑  |  | 本條目含有D. Wong, Mao Ye, Martin B. Ulmschneider, Peter C. Searson 来自此处的文本，以CC BY 4.0授權條款釋出。 |
7. ↑  Bouvier d'Yvoire, M.; Prieto P.; Blaauboer B.J.; Bois F.; Boobis A.; Brochot C.; Coecke S.; Freidig A.; Gundert-Remy U.; Hartung T.; Jacobs M. N. . Alternatives to Laboratory Animals. 2007, 35 (6): 661–671. PMID 18186671. S2CID 1247463. doi:10.1177/026119290703500606. |author9=和|last9=只需其一 (帮助)
8. ↑  Peters, SA. . Clin Pharmacokinet. 2008, 47 (4): 261–75. PMID 18336055. S2CID 10598918. doi:10.2165/00003088-200847040-00004.
9. ↑  Bois, F.Y. . Basic & Clinical Pharmacology & Toxicology. 2009, 106 (3): 154–161. PMID 19912164. doi:10.1111/j.1742-7843.2009.00488.x .